# Petrikeresztúr
Petrikeresztúr es un pueblo ubicado en el condado de Zala, Hungría.

## Superficie
Posee una superficie de 8,77 kilómetros cuadrados.

## Demografía
Hasta 2021 la población era de 340 habitantes, con una densidad de población de 38,76 habitantes por kilómetro cuadrado. En 2011 el 92,1% de la población estaba conformada por húngaros y la religión predominante era el catolicismo.